# Nikon D2X
La Nikon D2X è una macchina fotografica reflex digitale professionale presentata da Nikon il 16 settembre 2004. È stato il migliore modello della linea di fotocamere Nikon fino a quando non è stata soppiantata dal modello D2Xs e successivamente dalle D700 e D3, entrambe a pieno formato FX.